# Koš
 Ovo je glavno značenje pojma Koš. Za druga značenja pogledajte Koš (razdvojba).
Koš (košara, košarica, korpa, sepet) je rešetkasta posuda. Tradicionalno se izrađuje prepletanjem tankih traka različitog vlaknastog materijala. Obrt za izradu koševa naziva se košaraštvo.
Osnovni oblik imenice je "koš" i od njega potječu drugi nazivi (i u drugim oblastima). U hrvatskom jeziku najčešće korišteni oblik je košara.

## Materijal
Zavisno od podneblja, materijal za izradu je vrlo različit: šiblje, rogoz, slama, trava, trska, bambus, ratan, palme itd. U novije vrijeme košare se izrađuju od žice i plastike.
Na području Hrvatske najčešće korišteni materijal za izradu većih koševa su šibe od pletarske vrbe, lijeske i od vinove loze, te slama i rogoz za manje košare i košarice.

## Vrste
Košara, košarica, koška, korpa i sepet su inačice i/ili drugi nazivi za koš, zavisno od veličine i područja na kome se proizvode i koriste.
- Koš je obično većih dimenzija, izrađen od debljih šiba vrbe, lijeske ili vinove loze. Služi kod branja, za nošenje i čuvanje raznih poljoprivrednih i drugih proizvoda (kukuruza, krumpira, grožđa, jabuka, šljiva, ogrijevnog drva...)
- Košara je najčešće korišteni sinonim za koš, ali se u stvari košara i koš razlikuju po veličini i materijalu za izradu. Materijal za izradu košara je raznovrstan, zavisno od namjene. Tako se u poljoprivredi koriste naprijed nabrojani prirodni materijali, pleteni na tradicionalan način. Ponegdje u kućanstvima i uredima za odlaganje otpada još uvijek se koriste tradicionalne košare, ali su većim dijelom, kao i na drugim mjestima (javne površine, trgovine, bolnice, restorani itd.), zamijenjene praktičnijim materijalima - plastikom, žicom ili metalnom mrežom.
Iznimno, košare mogu biti i većih dimenzija, kao što je na primjer košara ("gondola") kod zračnih balona.
- Košarica je manja košara, izrađena od tanjih materijala (tanje vrbove šibe, slame, trave, rogozine). Služi za spremanje ili nošenje manjih ili osjetljivih proizvoda (jaja, gljiva, kruha), a često se koristi i kao ukrasni predmet.
- Koška[2] je vrsta košare s podlogom od drveta i jednom ravnom stranom. Naziv se koristi u nekim područjima Hrvatske (Pokuplje, Hrvatsko zagorje, Podravina).
- Korpa[3][4] je sinonim za košaru. Naziv potječe od njemačke riječi korb, odnosno latinske corbis. Deminutiv je "korpica".
- Sepet (sepetka) je regionalni naziv za košaru, porijeklom iz turskog jezika.

## Izrada
Načelno se primijenjuju dvije tehnike pletenja, ovisno o korištenom materijalu i veličini predmeta:
- Pletenje s kosturom primijenjuje se pri korištenju šiba: oko kostura, koji čine zrakasto raspoređene i ukrižene deblje šibe, prepleću se tanje elastične šibe. Ovom tehnikom pletu se koševi, košare, te predmeti koji nisu koševi (demižoni, kolijevke i drugi namještaj).
- Spiralno pletenje primijenjuje se pri radu s tanjim i elastičnim materijalima: strukovi slame (obično ražene) slažu se i spiralno upliću. Ovom tehnikom izrađuju se manje košare i košarice, te razni ukrasni predmeti.

## Vanjske poveznice
- "Stari Kamenički zanati"  Arhivirana inačica izvorne stranice od 25. rujna 2009. (Wayback Machine), Studija grupe učenika Osnovne škole Ivan Ranger Kamenica, Učenička zadruga "Korpica"
- Tradicionalni zanati na web strani "Šokački portal"  Arhivirana inačica izvorne stranice od 2. kolovoza 2011. (Wayback Machine)